# Plectranthus robustus
Plectranthus robustus là một loài thực vật có hoa trong họ Hoa môi. Loài này được (Hiern) ined. miêu tả khoa học đầu tiên.